# Tainia ovalifolia
Tainia ovalifolia är en orkidéart som först beskrevs av Oakes Ames och Charles Schweinfurth, och fick sitt nu gällande namn av Leslie Andrew Garay och Walter Kittredge. Tainia ovalifolia ingår i släktet Tainia och familjen orkidéer. Inga underarter finns listade i Catalogue of Life.